# Runaway (Bon-Jovi-Lied)
Runaway ist die Debütsingle der amerikanischen Rockband Bon Jovi. Sie wurde ursprünglich 1981 für die sogenannten „Power Station Demos“ zu Beginn der Karriere von Sänger Jon Bon Jovi aufgenommen, bei denen er von Studiomusikern unterstützt wurde.
Der Song wurde 1984 zum Charthit, der zur Bildung der ersten richtigen Besetzung von Bon Jovi für eine kurze Tournee führte.

## Hintergrund
Der Track wurde 1982 im Power Station Aufnahmestudio aufgenommen und 1983 im Radio veröffentlicht. Jon Bon Jovi wählte Studiomusiker aus, die zu dieser Zeit mit anderen Künstlern, die das Studio nutzten, aufnahmen – diese Musiker wurden als „The All Star Revue“ bekannt. Dazu gehörten: Bassist Hugh McDonald (der 1994 als inoffizielles Mitglied zu Bon Jovi stieß), Gitarrist Tim Pierce (der mit Produzent Neil Giraldo an einer John Waite Platte arbeitete), Schlagzeuger Frankie LaRocka und Keyboarder Roy Bittan aus Bruce Springsteens E Street Band. Das Keyboard-Intro wurde von Mick Seeley – damals bei John Bongiovi and the Wild Ones und später bei Southside Johnny and the Asbury Jukes – geschrieben, der auch zusammen mit David Grahmme die Backing Vocals auf dem Stück sang.
1983 veranstaltete der lokale Radiosender WAPP 103.5FM „The Apple“ in Verbindung mit der St. John’s University einen Wettbewerb, bei dem die beste Newcomer-Band gesucht wurde. Nachdem der Song den Wettbewerb gewonnen hatte, wurde er im Sommer 1983 ein Radiohit.
Nach einer Show fand der Gitarrist Richie Sambora Bon Jovi backstage und sagte ihm, dass er der Gitarrist der Gruppe sein sollte. Bon Jovi schrieb ihn ab und hielt nicht viel davon, sagte ihm aber, er solle das Material lernen und zur Probe erscheinen. Sambora war früh da und hatte das gesamte vorgegebene Material gelernt, was Bon Jovi beeindruckte.
Das Musikvideo wurde unter der Regie von Mike Cuesta gedreht und zeigte Jennifer Gatti in einer ihrer frühesten Rollen.

## Kommerzieller Erfolg

### Chartplatzierungen
Runaway stieg erstmals am 25. Februar 1984 in die US-amerikanischen Billboard Hot 100 und platzierte sich bis zum 19. Mai 1984 13 Wochen in den Charts. Ihre Höchstnotierung erreichte die Single am 21. April 1984 mit Rang 39. Bon Jovi erreichte hiermit erstmals die US-amerikanischen Singlecharts. Bis zur Veröffentlichung von You Give Love a Bad Name (Rang: 1, Wochen: 24) aus dem Jahr 1986 konnte sich keine Single besser oder höher in den Vereinigten Staaten platzieren.
| ChartsChartplatzierungen       | Höchstplatzierung | Wochen |
| ------------------------------ | ----------------- | ------ |
| Vereinigte Staaten (Billboard) | 39 (13 Wo.)       | 13     |

### Auszeichnungen für Musikverkäufe
| Land/Region                  | Auszeichnungen für Musikverkäufe (Land/Region, Auszeichnung, Verkäufe) | Verkäufe  |
| ---------------------------- | ---------------------------------------------------------------------- | --------- |
| Australien (ARIA)            | Gold                                                                   | 35.000    |
| Deutschland (BVMI)           | Gold                                                                   | 300.000   |
| Spanien (Promusicae)         | Gold                                                                   | 30.000    |
| Vereinigte Staaten (RIAA)    | Platin                                                                 | 1.000.000 |
| Vereinigtes Königreich (BPI) | Silber                                                                 | 200.000   |
| Insgesamt                    | 1× Silber · 3× Gold · 1× Platin ·                                      | 1.565.000 |

Hauptartikel: Bon Jovi/Auszeichnungen für Musikverkäufe